# Chirurgie psychique
Cet article traite de l’acte de médecine non conventionnelle appelé « chirurgie psychique ». Il ne traite pas de l’acte médical appelé Psychochirurgie.

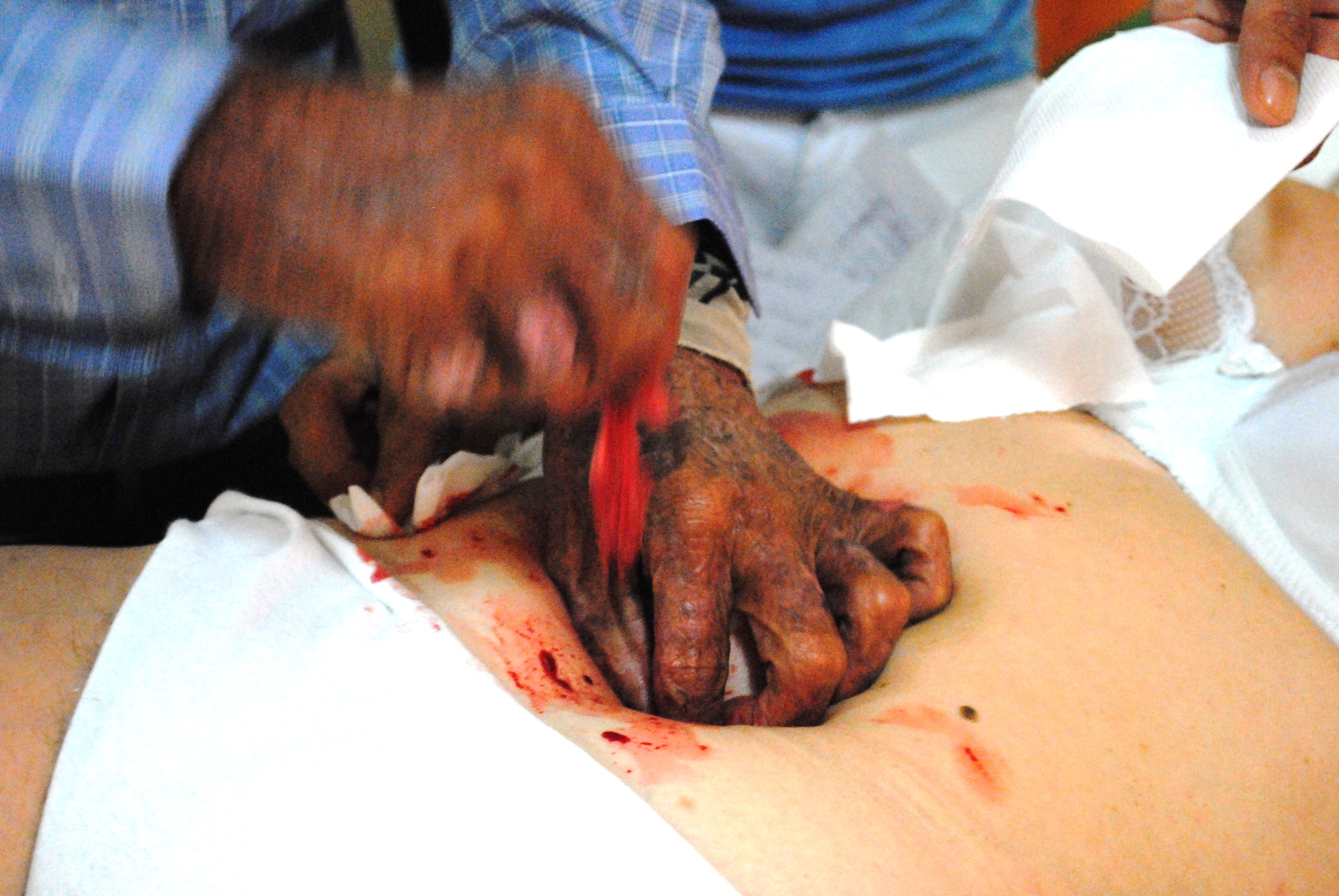
Une supposée intervention chirurgicale psychique.

Aussi appelée "Chirurgie à mains nues", la chirurgie psychique est une pratique pseudo-scientifique souvent considérée comme un acte de prestidigitation destiné à faire croire à une intervention chirurgicale, pratiquée à main nue au moyen d'une prétendue incision dans une partie du corps, suivie du retrait apparent d'une « matière pathologique » suivi de la disparition des traces de l'incision et visant à la guérison de la maladie que venait faire soigner le « patient ».
Il existe par ailleurs d'autres points de vue concernant la réalité et l'efficacité concrète de ces interventions (voir plus bas dans "Discussion contradictoire")
Les « guérisseurs philippins » ainsi que ceux du Brésil sont connus pour cette pratique. La pratique a eu beaucoup de succès[réf. nécessaire], dans les années 1970 et 1980. Elle attire toujours aujourd’hui un certain nombre de personnes ayant des problèmes de santé de tous les pays du monde. Elle est considérée comme une escroquerie par les organismes officiels américains et les scientifiques. L’association de recherche contre le cancer américaine accuse ces méthodes de provoquer des décès en empêchant les malades de suivre un traitement médical conventionnel. 
Dans le meilleur des cas, les sceptiques considèrent les résultats positifs de ces pratiques comme un effet placebo. 

## La pratique

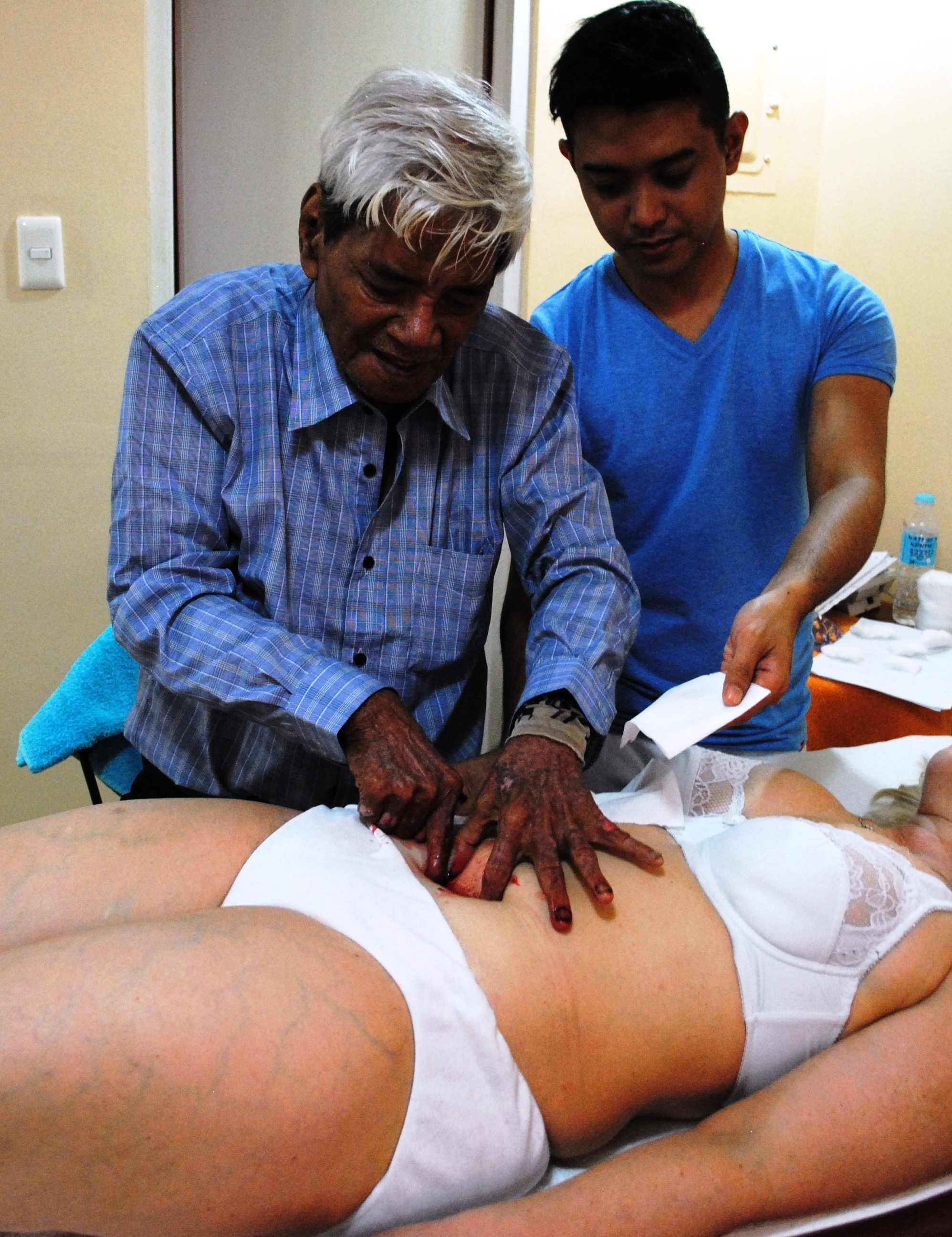

Bien que l’acte puisse varier d’un pays à l’autre, il suit cependant un protocole commun : sans l’aide d’instruments chirurgicaux, le « chirurgien » va presser la peau d’un « patient » entre ses doigts, dans la zone qui doit être traitée. La main du « chirurgien » semble pénétrer dans le corps du patient sans provoquer de douleur et du sang s’écoule. Le chirurgien extrait ensuite une matière pathologique indistincte avant de nettoyer la zone traitée qui ne manifestera aucune cicatrice.
Il est généralement admis que ces « chirurgiens » usent de méthodes de prestidigitation afin de faire jaillir du sang et d’autres matières. 
Deux chirurgiens psychiques ont déclaré lors d’un procès à la Federal Trade Commission qu’à leur connaissance, les matières organiques retirées du corps des patients sont des matières animales et du sang importés.
Dans les pays où la croyance aux esprits démoniaques est importante, ces « chirurgiens » font apparaître des objets, comme des morceaux de verre, disant que des esprits mauvais les ont placés là.

## Historique

### Aux Philippines
Les premiers cas connus de chirurgie psychique se sont révélés aux Philippines. Dans les années 1940, Eleuterio Terte et son élève Tony Agpaoa, associés à « l’Union spirite chrétienne des Philippines », ont formé de nombreuses personnes à cette méthode. 
En 1959, la pratique attira l’attention des États-Unis après la publication de l’ouvrage « Into the Strange Unknown » par Ron Ormond et Ormond McGill. Les auteurs appelaient cette méthode « la chirurgie de la quatrième dimension ». Ils écrivaient « Nous ne savons pas que penser mais nous avons des films qui montrent qu’il ne s’agit pas du travail d’un magicien normal et il se pourrait bien qu’il s’agisse tout simplement de ce que les Philippins prétendent, soit un miracle de Dieu accompli au travers d’un chirurgien de la quatrième dimension ». 
Alex Orbito, qui devint très connu pour son association à l’actrice Shirley MacLaine, est un pratiquant de cette méthode. En juin 2005, Orbito a été accusé par les autorités canadiennes de charlatanisme.  
En mars 1984, un événement fit beaucoup parler de lui à ce sujet. Le comédien américain Andy Kaufman, souffrant d’un rare cancer des poumons, se rendit aux Philippines pour y subir un traitement de six semaines. Jun Labo, qui le traita, prétendit avoir retiré une énorme tumeur. Kaufman se déclara guéri mais il mourut cependant en mai 1984 d’une déficience rénale apparemment due aux métastases de son cancer.
À la suite de ces doutes et accusations, Alex Orbito a accepté d'être étudié par des scientifiques. Des mesures de biophotonique de Popp ont été effectuées en cours de soin, montrant des effets positifs récurrents en laboratoire à l'Institut International de Biophysique de Neuss en Allemagne. (voir également plus bas dans "Discussion contradictoire")

### Au Brésil

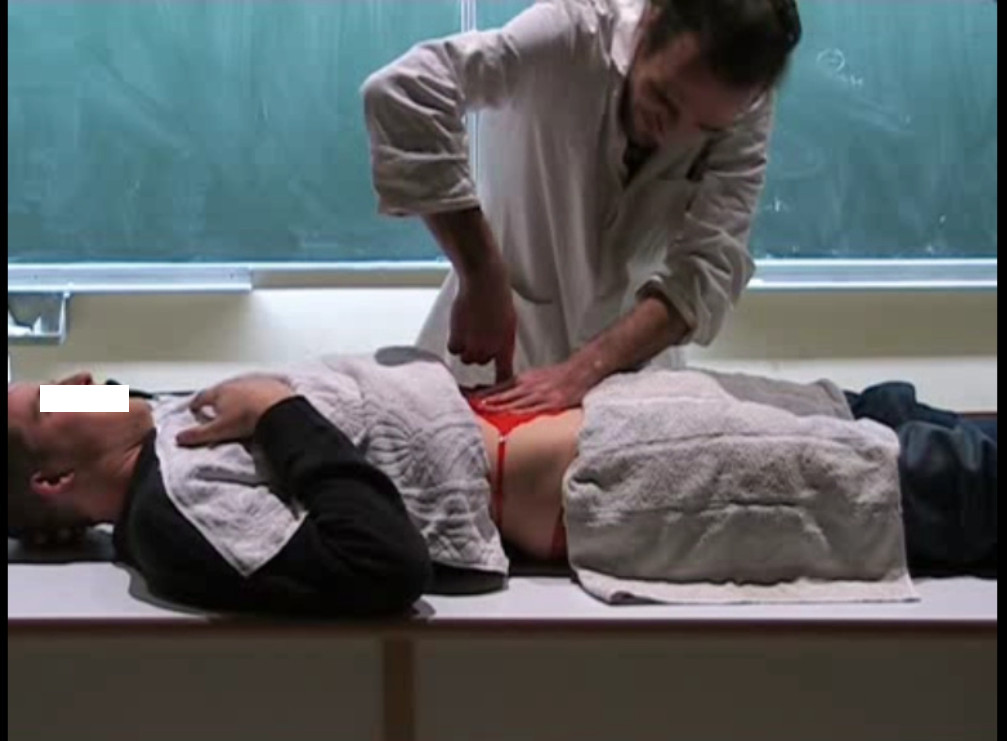
Pseudo-chirurgie à mains nues, par Richard Monvoisin dans son cours de zététique, Université Grenoble-Alpes, 2009

L’origine de cette pratique au Brésil n’est pas connue. Mais, à la fin des années 1950, des guérisseurs étaient déjà connus dans le pays. Nombre d’entre eux étaient associés à la religion spiritualiste et prétendaient faire leurs opérations en tant que canaux d’esprits de médecins décédés. 
D’autres pratiquaient le rituel connu sous le nom d’Umbanda, un rite issu de la tradition des esclaves africains venus dans le pays à l’époque coloniale.
Un guérisseur bien connu au Brésil était José (Zé) Arigó qui prétendait être le canal du Dr Fritz, médecin décédé. Arigo, lui, utilisait une lame pour ses opérations. D’autres guérisseurs prétendaient également être les instruments de l’esprit du Dr Fritz.
Le plus populaire aujourd’hui est João Teixeira de Faria, dit "Jean de Dieu", qui pratique à Abadiânia, dans l’État de Goiás.
Selon les études de Yoshiaki Omura de 1997, la pratique de la chirurgie psychique au Brésil est différente de celle des Philippines. Il souligne le fait qu’au Brésil, les « chirurgiens » utilisent des méthodes proches du Qi gong, du Shiatsu et de la chiropractie.

## Critiques

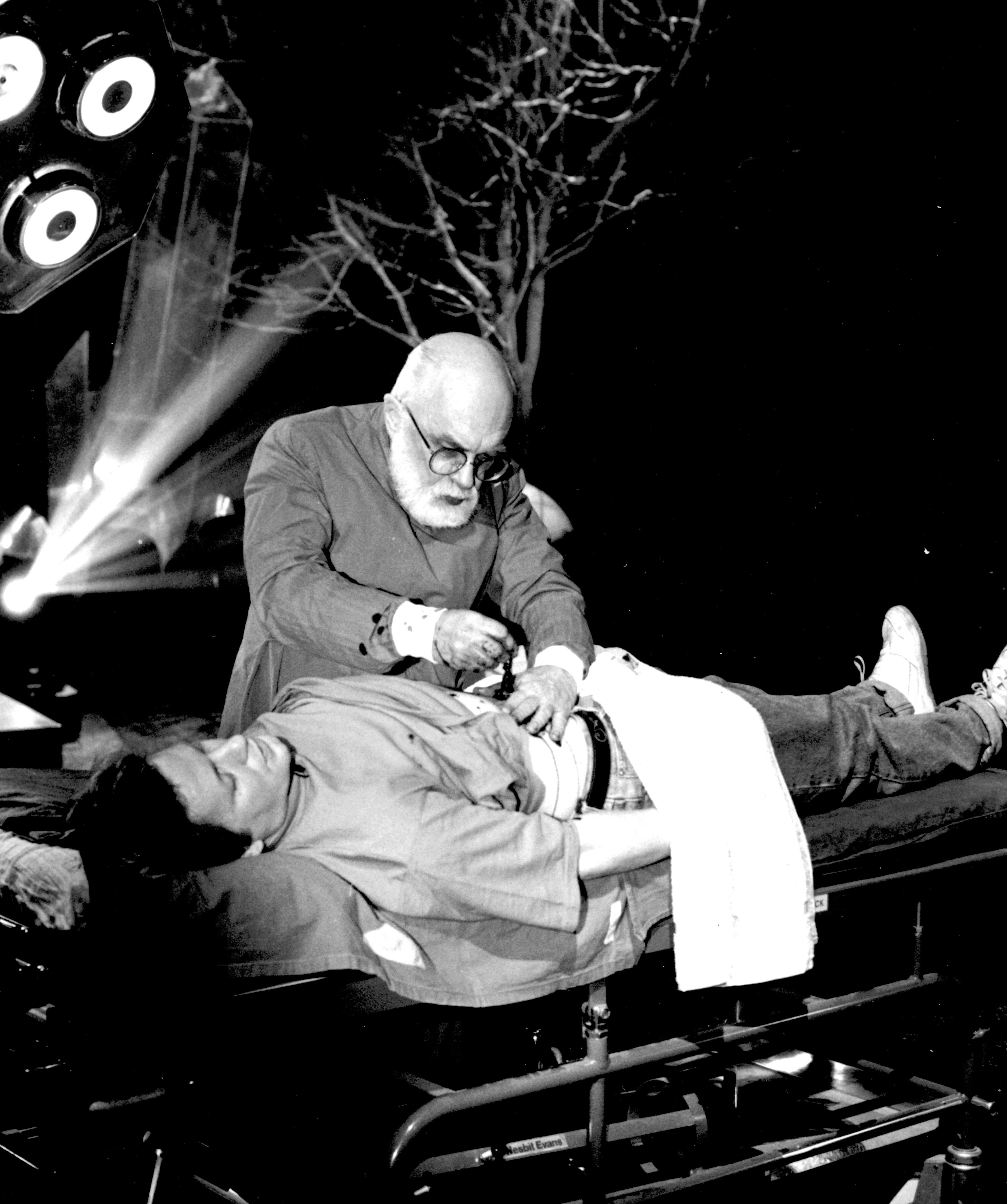
James Randi utilisant un tour de passe-passe pour dupliquer « la chirurgie psychique » des « guérisseurs philippins » pour ITV en 1991.

La médecine conventionnelle désapprouve ces pratiques qui, bien que ne causant généralement pas de dommages directs, détourneraient les patients des circuits de traitements conventionnels, pouvant provoquer la mort en conséquence de mauvais ou d’absence de traitements. En France, les pratiques frauduleuses sont punies par la loi.
James Randi, un ancien magicien qui se consacra à dénoncer le charlatanisme, affirme que les films qu’il a pu voir démontraient que des méthodes de prestidigitation étaient effectivement utilisées. Criss Angel, un autre magicien populaire aux États-Unis, a fait une démonstration de « chirurgie psychique », révélant ensuite comment il avait procédé (avec du faux sang, des poches en plastique et du foie de poulet). Richard Monvoisin l'a également plusieurs fois reproduit à l'Université Grenoble-Alpes, ainsi que pour le projet Lazarus Mirages de Patric Jean.

## Discussion contradictoire
Quelques scientifiques et médecins se sont rendus auprès de praticiens de chirurgie psychique pour les étudier de près. Ce fut le cas de la cardiologue Jeanine Fontaine, médecin hospitalier "soucieuse de respecter les lois du rationalisme scientifique" selon ses propres termes
À la suite du décès d’un être cher, elle quitte le service hospitalier qu'elle dirige, s’intéresse à l’astrologie et aux médecines alternatives. Dans ce cadre, elle est allée aux Philippines à plusieurs reprises pour des séjours prolongés dans la fin des années 1970 auprès du soigneur Tony Agpaoa (en) dont la formation lui permet « d'accéder au monde subtil ». Elle a indiqué ses constats et donné ses points de vue validant selon elle la réalité concrète de ces actes chirurgicaux et leurs résultats dans son ouvrage à grand succès "Médecin des trois corps" (Ed. R. Laffont, 1980), suivi de « Vingt ans après » (1995 chez le même éditeur).